# Bob Gale
Michael Robert "Bob" Gale (University City, Misuri, 25 de mayo de 1951) es un guionista estadounidense. Fue nominado a un premio Oscar por escribir junto a su compañero Robert Zemeckis la película de ciencia ficción Back to the Future; escribió también las dos secuelas. Gale además produjo las tres películas. Está casado y vive en el área de Los Ángeles.

## Carrera
Cuando era niño, tenía el sueño de "ir a Hollywood y trabajar para Walt Disney", que era su héroe. Cuando era joven, creó su propia historieta, y fundó un club de historietas en St. Louis. Luego, hizo una serie de películas junto a su hermano Charles Gale, eran parodias de la serie de Republic Pictures Commando Cody (utilizando el nombre "Commando Cus"), las dos últimas películas fueron hechas junto a su amigo Richard Rosenberg. En Back to the Future hay una referencia al personaje de estas películas, Marty McFly es empleado de "Cusco Industries" en el futuro.
En la Universidad del Sur de California conoció a su compañero Zemeckis. Debido a que ambos eran guionistas, colaboraron en las películas 1941, I Wanna Hold Your Hand, Used Cars y Trespass. En 2002, Gale debutó como director de cine con Interstate 60.
Gale además fue escritor de historietas, incluyendo Daredevil de Marvel Comics y Batman de DC Comics.

## Premios y distinciones
Premios Óscar
| Año  | Categoría            | Película           | Resultado |
| ---- | -------------------- | ------------------ | --------- |
| 1986 | Mejor guion original | Back to the Future | Nominado  |